# اکالین، حسنکیف
اکالین، حسنکیف (به لاتین: Akalın, Hasankeyf) یک منطقهٔ مسکونی در ترکیه است که در استان باتمان واقع شده‌است.

## خصوصیات
اکالین ۲۵۳ نفر جمعیت دارد.